# سناء يعقوبي
سناء يعقوبي (مواليد 18 مارس 1995) هي لاعبة كرة قدم تونسية لعبت كمدافعة لصالح نادي الأهلي السعودي ومنتخب تونس للسيدات.

## المسيرة مع الأندية
لعبت يعقوبي مع نادي نادي بنك الإسكان الرياضي في تونس.

## المسيرة الدولية
مثّلت يعقوبي المنتخب التونسي للسيدات على المستوى الدولي، بما في ذلك مشاركتها في الفوز الودي 2-0 على الأردن في 13 يونيو 2021.

## روابط خارجية
- سناء يعقوبي  على فيسبوك.
- سناء يعقوبي على إنستغرام